# Schrobbelèr

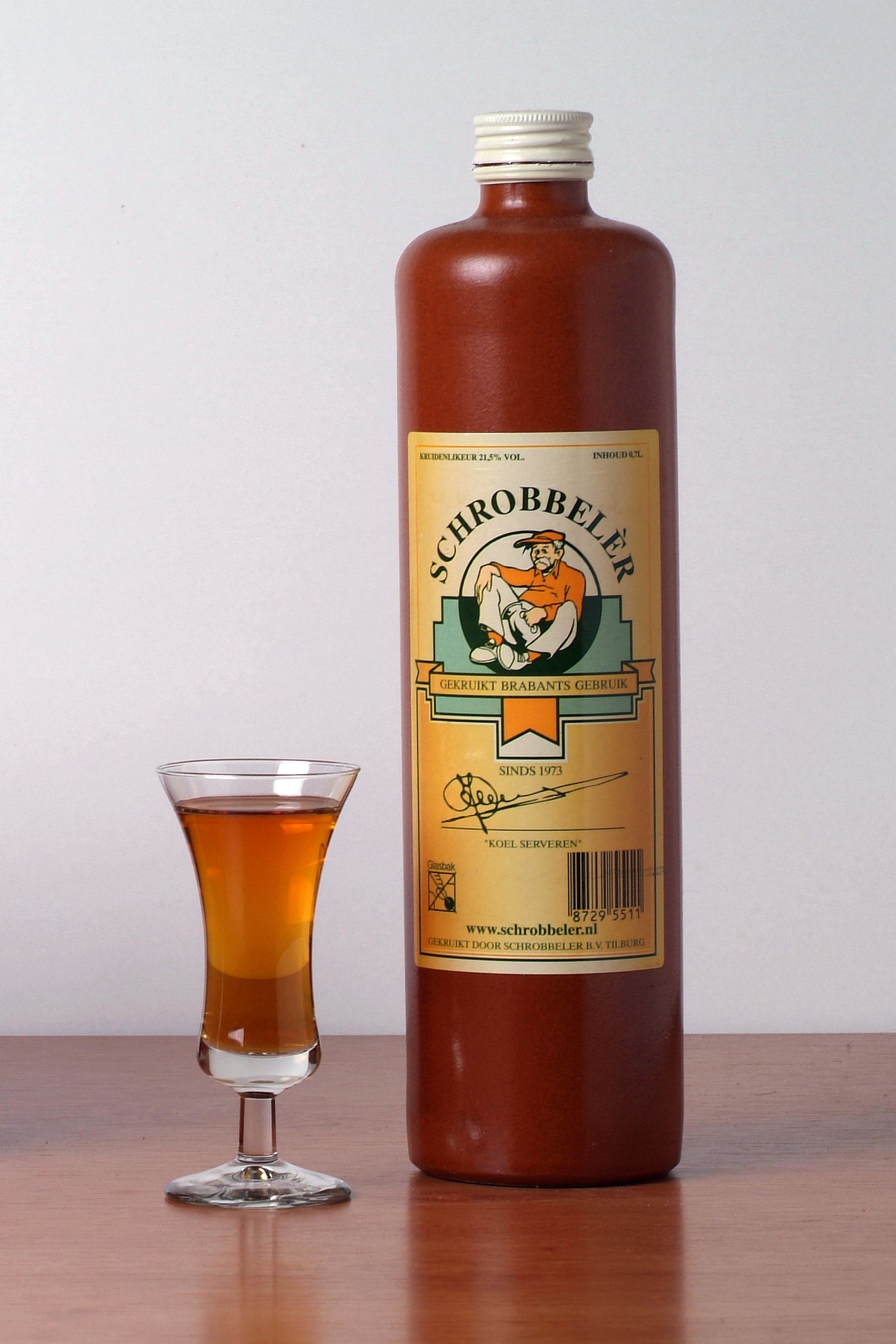
Kruikje Schrobbelèr met bijbehorend kelkglaasje

Schrobbelèr is een Tilburgse kruidenlikeur. Het heeft met 21,5% een wat lager alcoholpercentage dan de meeste kruidenbitters en is daardoor relatief zoet. Het drankje wordt verkocht in een stenen kruik en wordt koel gedronken uit een kelkglaasje dat net iets groter is dan een borrelglas. De drank is populair tijdens het Tilburgse carnaval.

## Geschiedenis
Schrobbelèr is ontstaan in 1973 toen de Tilburgse ondernemer en likeurliefhebber Jan Wassing (1930-1981) in carnavalstijd aan vrienden en kennissen een zelfvervaardigde mixdrank begon te serveren in zijn huisbar "Bij den schrobbelaar". Deze mixdrank had een relatief laag alcoholgehalte omdat Wassing last had van een zwakke maag. De Tilburgse likeurstoker/slijter Isidorus Jonkers (1931-2016) maakte op verzoek van Wassing een analyse van de onderliggende kruidenreceptuur, waarna het drankje door beiden in 1978 in productie werd genomen. Aanvankelijk gebeurde dit in de likeurstokerij achter slijterij Oude Jonker in de Tilburgse Johan van Zantenstraat. Vanaf 2004 vindt de productie plaats in de distilleerderij van Jonkers Distillers B.V. aan de Polluxstraat op het Tilburgse industrieterrein Vossenberg. In 2010 heeft de P.W. Groep B.V. uit Eindhoven, dat eigendom is van een zoon van Jan Wassing, deze distilleerderij overgenomen. Het kruidenbitter Schrobbelèr wordt sindsdien ook naar diverse landen geëxporteerd, zij het onder de voor Engelstaligen makkelijker uit te spreken naam Jans.

## Receptuurclaim
Een verhaal dat door directeur Pieter-Jan Wassing in omloop is gebracht is dat aan Schrobbelèr een receptuur ten grondslag ligt met 43 verschillende soorten kruiden. Deze bewering vertoont opvallende overeenkomst met die van Licor 43, een Spaanse likeur waarin eveneens 43 soorten kruiden zouden zijn verwerkt.    

## Het beroep schrobbelaar
De naam van het kruidenbitter is ontleend aan een beroep uit de Tilburgse wolindustrie, de zogenaamde schrobbelaar. De schrobbelaar voerde de pas geverfde wol in de schrobbemolen die met borstels de vezels schoon schrobde en enigszins recht trok, een proces dat lijkt op het kaarden van wol dat vóór het verven gebeurt. Na het schrobben gingen de vezels naar de voorspinmachine. De schrobbelaar was een ongeschoolde, laagbetaalde kracht. Voor zover het beroep nog voorkomt, is het een toezichthoudende functie bij de machinale verwerking van wol.

## Trivia
- Een andere Tilburgse kruidenlikeur van Jonkers Distillers, met een wat hoger alcoholpercentage dan Schrobbelèr, is Peerke's Nat. Jonkers Distillers heeft ook een eigen reeks likeuren uitgebracht onder de naam Isid' or in 1994. Voor brouwerij Koningshoeven in Berkel-Enschot werd een bierlikeur ontwikkeld in 1997.[9]
- Guus Meeuwis' concerttour van 2008 (Groots met een Zachte G) werd gesponsord door Schrobbelèr. Op eigen initiatief schreef Meeuwis in dat jaar voor het kruikenconcert in Tilburg op de melodie van Udo Jürgens' Schlagerlied Griechischer Wein (1974) een nieuwe liedtekst: Drink Schrobbelèr.[10]. In 2013 werd dit lied in een enigszins gewijzigde versie heruitgebracht door het carnavalsduo De Deurzakkers.[11]
- Sinds 2016 produceert het bedrijf van de familie Wassing ook diverse soorten gedistilleerd (gin, wodka, rum, jenever) onder de merknaam JQ's.
- Polles Keuken serveerde tijdens de Winter-Efteling in 2022-2023 een Schrobbelèr pannenkoek. [12]